# Округли сто
Округли сто је мјесто за расправе или дискусије, академске, научне, умјетничке, стручне или политичке, нарочито на конференцијама (научне или академске, политичке) или семинарима. Алузија је на сто какав су имали у артуријанској легенди краљ Артур и његови витезови. Округли сто за разлику од столова облика правоугаоника нема главне стране предвиђене за особе с првенством, него су сви једнаки и сви судионици у дискусији равноправни.

## Концепт
Округли столови служе популаризацији стручно и друштвено значајних тема или као помоћ и у интересу друштва у доношењу одређених закона и стратешких докумената, док у другим ситуацијама служе промоцији организатора, компанија и/или великих система.
Модератори, организатор и уводничари имају обавезу дефинисати предвидиве закључке и препоруке одговарајућим институцијама државе или друштва или циљане групе. Овоме се приступа јер треба управљати процесом расправе у смислу да се унапријед зна шта се жели поручити друштву округлим столом. Тиме се на округлом столу дискусија фокусира у правом смјеру и спречава дивергентна расправа која не омогућава закључке.
Округли сто треба најавити на вријеме. У приопштењу медијима треба им навести најзанимљивије податке о најављеном округлом столу.
Теме округлог стола смије предложити сваки судионик и организатор, а одобрава га програмски одбор округлог стола.
Унапријед се договара трајање округлог стола. Не смије бити прекратак, јер се никаква ваљана расправа не може ни догодити, нити се сви доспијевају укључити. Не смије бити ни предуг, због губитка концентрације, замора и губитка нити расправе. Ако се расправа повољно развије, не ваља се слијепо држати првобитно одређеног времена, јер добра атмосфера, укљученост судионика и слушалаца и досегнут квалитетан ниво расправе јесте непоновљив елеменат.
Организатор предлаже уводничаре и модератора. Организатор је по функцији сличан уреднику новина. Пожељно је да организатор прије него што се одржи округли сто сазове уводничаре. Тада се тачно договара шта ће који од уводничара говорити ради досљедности теме.
Модератор је особа с искуством, обично медијским. У правилу то није организатор. Вишегодишња искуства су показала да особе без медијског и сценског искуства, које су добри организатори, врло често као лоши модератори упропасте иначе добро конципиран округли сто па је потребно функцију модератора одвојити од функције организатора. Не смије у дискусији заступати унапријед одабрани став нити смије форсирати било чије мишљење, него бити неутралан, еквидистантан према свим тенденцијама које се појаве у расправи, а заступати општеприхваћене друштвене норме.
Уводничари су особе са угледом на свом подручју, респектабилне особе. Уводна слова не смију бити скуп међусобно неповезаних излагања, него дијелови тематске цјелине. Уводничарски говор траје кратко, до пет минута. У дискусији смије одговорити на питања из публике.
Након давања уводних слова, модератор их резимира и позива присутну публику на постављање питања. Циљ је избјећи да иста особа из публике више пута поставља питања једном или неколицини уводничара, јер то претвара округли сто у присвајање од стране једне особе што тјера друге да га напусте.
Након што се округли сто одржао, водитељ мора одмах написати ново приопштење медијима. Ово приопштење мора садржавати најважније податке: наслов теме, имена уводничара, број присутних, закључке и поруке за јавност, при чему је порука примарна, јер новинарима ни читалаштву сувопарни подаци нису занимљиви.
Расправе за округлим столом, заједно са кућама гостопримства и универзитетима јесу један од кључних елемената Покрета католичких радника (енгл. Catholic Worker Movement), како је формулисао један од саоснивача покрета Петер Морен, који је основао исти са Дороти Деј.